# Paul Vandenpeereboom
Paul Marie Dominique Xavier Corneille Vandenpeereboom (Ieper, 9 juni 1848 - Kortrijk, 8 juli 1934) was een Belgisch senator.

## Levensloop
Paul Vandenpeereboom behoorde tot de belangrijke Ieperse familie Vandenpeereboom, die verwantschap had met de families Malou en Struye. Hij was een neef van Alphonse Vandenpeereboom, Ernest Vandenpeereboom en Jules Vandenpeereboom. Hij trouwde met Marie-Constance Buyse.
In 1878 werd hij verkozen tot provincieraadslid voor het kanton Kortrijk en bleef dit mandaat behouden tot in 1904.
In april 1904 werd hij katholiek senator voor het arrondissement Kortrijk in opvolging van de overleden Antoine Cantillion. Hij vervulde dit mandaat tot in 1919 en was nadien nog provinciaal senator van 1919 tot 1921.
Hij was verder ook nog:
- lid van de provinciale commissie voor de studiebeurzen,
- bestuurslid van de Burgerlijke Godshuizen in Kortrijk,
- voorzitter van de Berg van Barmhartigheid in Kortrijk,
- voorzitter van de Kunstacademie in Kortrijk, en tijdens de Eerste Wereldoorlog acterende als directeur.

In 1894 werd hij door erfenis eigenaar van het Marshofkasteel in Vlamertinge, dat hij de naam 'Frezenbergkasteel' gaf en als zomerverblijf gebruikte. Hij schonk het in 1924 aan de zusters ongeschoeide karmelietessen.